# Kevin McKenna (IRA-Mitglied)
Kevin McKenna (irisch Caoimhín Mac Cionnaith; * 1945 in Aughnacloy, Tyrone, Nordirland; † 25. Juni 2019 in Cavan, Irland) war seit den frühen 1970er Jahren ein führendes Mitglied der Provisional Irish Republican Army (IRA). Innerhalb der IRA stieg er bis zum IRA-Stabschef (Chief of Staff) der Untergrundorganisation auf.

## Anfänge
McKenna trat der Irish Republican Army (IRA) kurz vor Beginn des Nordirlandkonflikts bei. Er emigrierte jedoch bald darauf nach Kanada, weshalb er die Eskalation der Gewalt in Nordirland sowie die folgende Spaltung der IRA in die Official Irish Republican Army und die Provisional Irish Republican Army 1969 „verpasste“. Nach Einführung der Internment-Politik der nordirischen und britischen Regierungen im Jahr 1971 kam er nach Irland zurück und schloss sich der Provisional IRA in Tyrone an.
Er half beim Aufbau einer IRA-Einheit rund um die Dörfer Eglish und Aughnacloy. Ende 1972 wurde er dann Kommandeur der East Tyrone Brigade. Anderthalb Jahre später nahmen die britischen Sicherheitskräfte McKenna fest und internierten ihn. 1975 kam er wieder frei und übernahm erneut den Posten des Kommandeurs der Brigade. Dabei zog er nach seiner Freilassung jedoch auf die andere Seite der inneririschen Grenze nach Monaghan in die Republik Irland.
Zu Beginn der 1980er Jahre wurde er Befehlshaber des Northern Commands der IRA, das für alle IRA-Operationen innerhalb Nordirlands sowie den angrenzenden fünf Grafschaften der Republik Irland Cavan, Donegal, Leitrim, Louth und Monaghan verantwortlich war. Zur gleichen Zeit bekam er ebenfalls einen Sitz im obersten Führungsgremium der IRA, dem siebenköpfigen Armeerat (Army Council).

## IRA-Stabschef
Gegen Ende des Jahres 1983 wurde er vom Armeerat zum neuen IRA-Stabschef gewählt. Diesen Posten des nominell obersten IRA-Führers hielt er bis 1997 inne. Damit war er mit Abstand der am längsten amtierende Stabschef in der Geschichte der IRA.
In seiner Amtszeit als Stabschef konnte die IRA durch Beziehungen zum libyschen Geheimdienst Geldzahlungen in Millionenhöhe und kostenlose Waffenlieferungen aus Libyen im Umfang von insgesamt 300 Tonnen aushandeln. Daraufhin kam es zwischen 1985 und 1987 zu insgesamt fünf Waffentransporten per Schiff, von denen vier nahezu reibungslos abliefen. Die letzte und größte libysche Waffenlieferung von ca. 150 Tonnen wurde jedoch von der französischen Küstenwache in der Biskaya vor der Küste der Bretagne am 1. November 1987 abgefangen. Mit diesen Waffen wollte die IRA eine umfassende Offensive einleiten, um die entstandene militärische Pattsituation in Nordirland für sich zu entscheiden. In Anlehnung an den Vietnamkrieg nannten sie die IRA-Planer die Tet-Offensive. Nach der fehlgeschlagenen letzten Waffenlieferung verwarf die IRA-Führung einen Großteil ihrer ambitionierten Pläne wieder, da der eingeplante Überraschungseffekt verlorenging. Trotzdem war die IRA nun so gut ausgerüstet wie noch nie in ihrer Geschichte.
Des Weiteren fielen in McKennas Amtszeit ebenfalls der nordirische Friedensprozess und die beiden Waffenstillstände der IRA von 1994 und 1997. Diese Ereignisse mündeten schlussendlich 1998 in das Karfreitagsabkommen. Obwohl er gegen beide Waffenstillstände sowie gegen ein endgültiges Ende des bewaffneten Kampfes war, hielt er bis zu seiner Abwahl aus dem Armeerat 1997 formal zu Gerry Adams und dessen Strategie. Danach war McKenna noch für einen kurzen Zeitraum Quartermaster General der IRA, bevor er endgültig von allen Posten zurücktrat.
McKenna starb am 25. Juni 2019 im Krankenhaus der irischen Stadt Cavan.